# 秋紅谷廣場
秋紅谷生態公園，又稱秋紅谷廣場、秋紅谷景觀生態公園，通常直稱秋紅谷。是位於臺灣臺中市西屯區七期重劃區內的滯洪池公園，面積達3公頃，外鄰臺灣大道、朝富路、市政北七路和河南路。

## 歷史

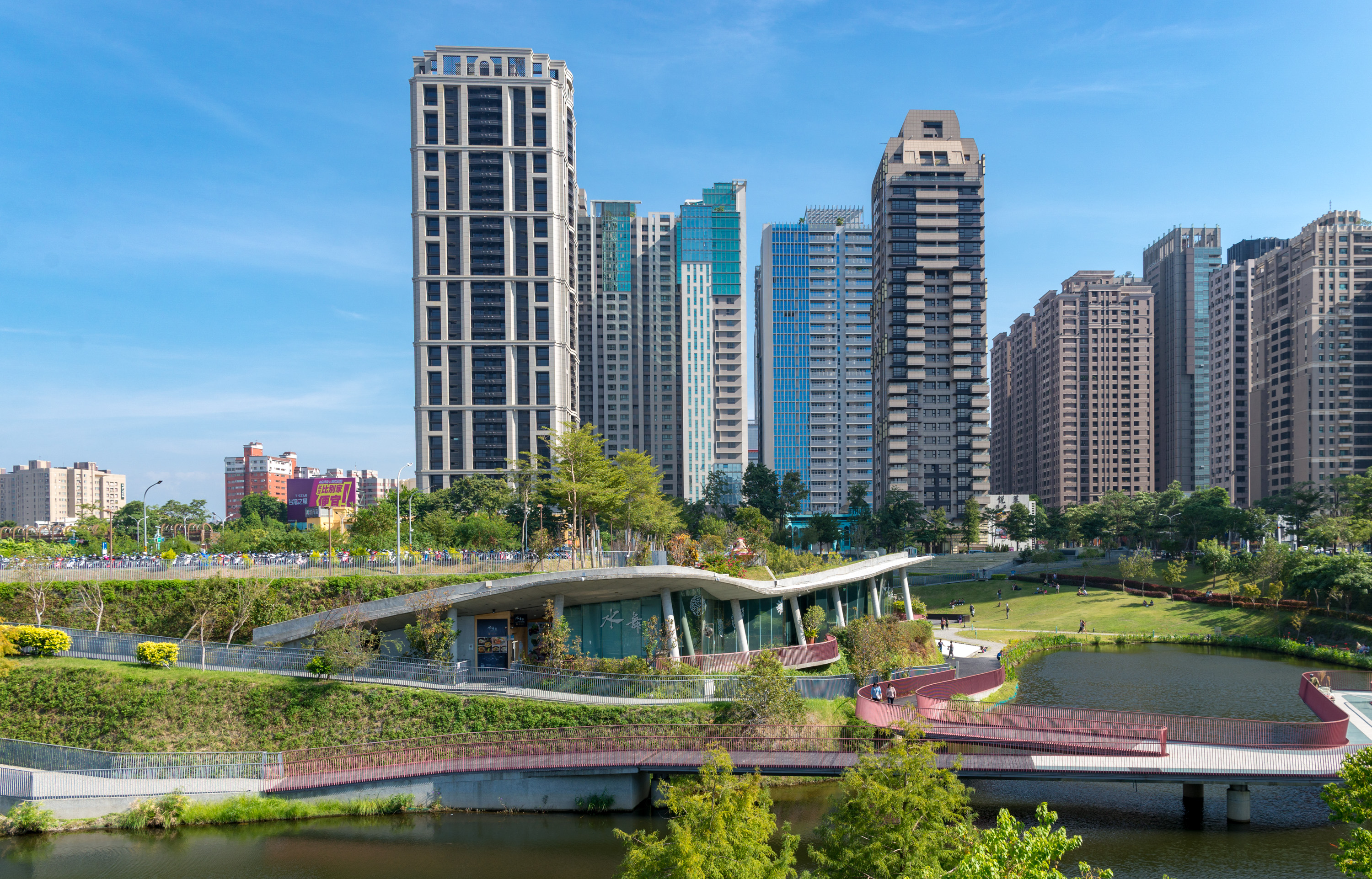
秋紅谷與後方七期重劃區高樓群

秋紅谷位於臺中市第七期市地重劃區北側，地處台中市政治與商業核心。原為教師新村的一部份，納入重劃區後規劃改建為會議展覽中心，因廠商無法履約而變更為滯洪池公園，2012年落成啟用。
- 2000年，臺中市政府計畫將土地變更為新市政中心專用區交通用地，增列可做經貿展演及其相關設施，隔年通過內政部營建署核准。
- 2001年，開始朝「台中國際會議及展覽中心」BOT模式興建案做招商準備。
- 2004年，鄉林建設取得BOT開發案，與台中市政府簽約，預定於2008年7月15日完工。
- 2005年，開始動工（最後僅挖地基[6]）。
- 2008年7月17日，因與原BOT案契約預定完工時間不符[7]，臺中市政府終止合約而停工，因鄉林建設已挖走土方而留下大型地基樣貌。8月1日，臺中市政府接收台中會展中心土地。8月15日，鄉林建設提告，請求確認契約存在關係。
- 2010年8月26日，一審臺中地方法院判臺中市政府勝訴。11月，臺中市政府將此地改規劃為人工湖的綠地景觀公園，具有滯洪、排水功能，為休閒、景觀、生態池，定名為「秋紅谷廣場」。總工程經費新台幣2億3,000多萬元，由台灣餘弦建築事務所設計規劃，施工廠商為義和營造工程股份有限公司，於12月23日動工興建[8]。
- 2012年8月28日，二審臺中高分院改判鄉林建設勝訴。9月30日，開放入園。11月24日，舉行落成啟用典禮及體驗活動。11月25日，正式啟用。
- 2013年，秋紅谷上方的公益展館由雙橡園開發公益贊助經營，下方餐廳則委由水舞事業機構經營幸福小水舞餐廳。
- 2014年1月24日，最高法院廢棄「台中市國際會展中心BOT案」二審判決、發回台中高分院更審[9]。5月21日，以「秋紅谷景觀生態公園」在世界不動產聯合會（FIABCI）於盧森堡舉行的第65屆世界年會中，獲得公部門基礎建設、環境適意工程類之首獎。11月19日，更一審臺灣高院臺中分院駁回BOT上訴案，維持一審市府勝訴，且訴訟費用需由鄉林建設負擔[10]。
- 2020年7月28日，魚可文創[11]。在競爭激烈中以〖心之谷教育園區〗[12]。提案順利取得園區附屬場館經營權。12月26日，〖心之谷〗[13]。正式啟動，希望以人為本、以自然為尊、以文化多樣性為依歸來推動全人教育，願打造〖心之谷〗成為繁華都市裡的身心靈綠洲，成為每個人心之所向、身之所往的靜心之地。
- 2022年11月23日，台中「心之谷永續教育園區」與國際齊心邁向永續淨零的目標，成為全台第一個進行自主碳盤查及自主碳抵銷中和的民間OT單位。

## 交通
靠朝富路一側即為國道客運朝馬轉運站區。
臺中市公車
- 台灣大道幹線 秋紅谷站：328、300、301、302、303、304、305、306、307、308、309、310、151、151副、323、324、325
- 秋紅谷（朝陽橋）：5、27、60、63、69、73、77、152、153、153副、155、326
- 秋紅谷（河南路）：18、27、60、358
- 河南臺灣大道口：18、33、63、157、358、359、365
- 朝馬轉運站：74、75、161、358、658、658副
- 市政北七朝富路口：160、358
- 教師新村：5、33、157、359

臺中市公共自行車租賃系統（Ubike 2.0）
- 秋紅谷
- 其他鄰近站位：朝馬（台灣大道）、新光/遠百、新光三越

## 外部連結
- 秋紅谷廣場-臺中觀光旅遊網 （页面存档备份，存于）,臺中市政府觀光旅遊局